# Hans von Trebra-Lindenau
Hans Karl August von Trebra-Lindenau (* 16. November 1842 in Schneeberg; † 29. Oktober 1914 in Blasewitz) war ein deutscher Jurist, Rittergutsbesitzer und konservativer Politiker. Er war Abgeordneter des Sächsischen Landtags.

## Leben und Wirken
Der Sohn des Oberforstmeisters und Rittergutsbesitzers Johann Oscar von Trebra (1813–1892) auf Reinsdorf, Polenz und Lindenau studierte Rechtswissenschaften zunächst an der Ruprecht-Karls-Universität Heidelberg und von 1863 bis 1866 an der Universität Leipzig. 1862 wurde er Mitglied des Corps Guestphalia Heidelberg. Er war Fideikommissherr auf Oberforchheim bei Pockau, einem Gut mit 371 ha Landbesitz, und Reinsdorf. Zusätzlich besaß er das Rittergut Albernau und ein Stadtgut in Neustädtel, das auch sein Wohnsitz war.
Trebra-Lindenau gehörte 1875 zu den Mitbegründern des Konservativen Landesvereins im Königreich Sachsen, dessen Vorstand er bis zu seinem Tod angehörte. Zeitweise war er zweiter stellvertretender Vorsitzender dieser Partei. Seit mindestens 1885 war er Stadtrat seiner Heimatstadt Neustädtel, später auch Friedensrichter. Von 1885 an vertrat er den 20. städtischen Wahlkreis in der II. Kammer des Sächsischen Landtags. 1895 wurde er von König Albert in die I. Kammer ernannt, der er auf Lebenszeit angehörte. Von 1895 bis 1914 war er zusätzlich Vorsitzender der Kreisstände des Erzgebirgischen Kreises.
Er war Aufsichtsrat der Kammgarnspinnerei Schedewitz AG.

## Weblink
- Freundeskreis Stadtarchiv Schneeberg (PDF-Datei; 142 kB)